# Christian Mégret
Œuvres principales
- Le Carrefour des solitudes

Christian Mégret, né le 11 novembre 1904 à Vincennes et mort le 12 octobre 1987 à Boulogne-Billancourt, est un journaliste et un écrivain français, lauréat du prix Femina en 1957.

## Biographie

### Famille
Christian Lucien Mégret est le fils de l'architecte Armand Irénée Mégret (1879-1911) et de Marcelle Chauvier (1883-1972), artiste-peintre devenue journaliste à la mort de son époux. Il est le frère de Frédéric Mégret (1909-1975), poète et dessinateur surréaliste, également devenu journaliste.
Le 27 novembre 1938, il épouse à Neuilly-sur-Seine, Edith Trézel, artiste-peintre née en 1901, fille du fabricant de vitraux d'art Louis Trézel (1863-1912) ; il se remarie en 1960. 

### Carrière
Christian Mégret commence sa vie professionnelle comme administrateur colonial au Togo ce qui lui inspirera son premier roman Anthropophages paru en 1934. Il devient journaliste à Jour en 1933 puis à Carrefour à partir de 1945. Il mène en parallèle une carrière d'écrivain qui est récompensée en 1957 par l'obtention du prix Femina pour Le Carrefour des solitudes.

## Œuvre
- 1934 : Anthropophages, éditions Or
- 1938 : Ils sont déjà des hommes, Librairie Arthème Fayard
- 1939 : Les Fausses Compagnies, éditions Plon
- 1941 : Jacques, éditions Plon – Prix Paul-Flat de l’Académie française 1942
- 1943 : En ce temps-là, éditions Plon
- 1946 : L'Absent, éditions Plon
- 1947 : Carte forcée, éditions Plon
- 1948 : C'était écrit, éditions Plon
- 1953 : Danaë, éditions Robert Laffont
- 1955 : Franchise militaire, éditions Julliard
- 1957 : Le Carrefour des solitudes, éditions René Julliard – Prix Femina
- 1963 : Haïssable moi, éditions Grasset
- 1964 : Les Chimères bleues de Chandernagor, éditions Robert Laffont
- 1967 : Un agent double, éditions Gallimard
- 1974 : J'ai perdu mon ombre, éditions Denoël
- 1984 : La Croix du sud, éditions Scarabée
- 1985 : Les Liens du sang, éditions Vertige